# Viva Chile!
Viva Chile! es el noveno álbum de la banda chilena Inti-Illimani, lanzado en 1973 por el sello italiano I Dischi Dello Zodiaco.
Este es el primer disco grabado y publicado por la banda en Italia, el mismo año en que llegaron a dicho país exiliados desde Chile producto del Golpe de Estado en Chile de 1973.

## Lista de canciones[3]
| Lado A |                             |                         |          |  |
| N.º    | Título                      | Escritor(es)            | Duración |  |
| 1.     | «Fiesta de San Benito»      | popular boliviana       | 3:40     |  |
| 2.     | «Longuita» (Instrumental)   | popular ecuatoriana     | 1:58     |  |
| 3.     | «Canción del poder popular» | Julio Rojas, Luis Advis | 3:02     |  |
| 4.     | «Alturas» (Instrumental)    | Horacio Salinas         | 3:01     |  |
| 5.     | «La segunda independencia»  | Rubén Lena              | 2:36     |  |
| 6.     | «Cueca de la C.U.T.»        | Héctor Pavez            | 1:46     |  |

| Lado B |                         |                               |          |  |
| N.º    | Título                  | Escritor(es)                  | Duración |  |
| 1.     | «Tatati» (Instrumental) | Horacio Salinas               | 3:30     |  |
| 2.     | «Venceremos»            | Claudio Iturra, Sergio Ortega | 2:27     |  |
| 3.     | «Ramis» (Instrumental)  | Augusto Portugal Vidangos     | 2:20     |  |
| 4.     | «Rin del angelito»      | Violeta Parra                 | 3:21     |  |
| 5.     | «Subida» (Instrumental) | Ernesto Cavour                | 2:00     |  |
| 6.     | «Simón Bolívar»         | Rubén Lena, Isidro Contreras  | 2:47     |  |

## Créditos
- Max Berrú: voz, percusión, guitarra
- José Miguel Camus: quena, percusión, zampoña, voz
- Jorge Coulón: voz, guitarra, tiple, zampoña, rondador
- Horacio Durán: charango, cuatro, tiple, guitarra, voz
- Horacio Salinas: voz, guitarra, tiple, quena, zampoña, cuatro, percusión
- José Seves: voz, guitarra, charango, quena, percusión, zampoña